# José Miguel Fernández de Liencres
José Miguel Fernández de Liencres (* 19. Oktober 1898 in Madrid; † 8. Januar 1975 in Úbeda) war ein spanischer Tennisspieler.

## Leben
Fernández de Liencres stammt aus einer wohlhabenden spanischen Familie. Seine drei Geschwister Teresa, José Tomás und Conchita Fernández de Liencres waren ebenfalls Tennisspieler. Letztere gewann 1925 die ersten spanischen Meisterschaften der Frauen.
José Miguel Fernández de Liencres größter bekannter Auftritt fand beim Tenniswettbewerb der Olympischen Sommerspiele 1920 in Antwerpen teil. Als Last-Minute-Ersatz für Eduardo Flaquer schied er im Einzel nach einem Sieg gegen Albert Lindqvist gegen den Italiener Mino Balbi di Robecco in der zweiten Runde aus. Im Doppel trat er für Flaquer an der Seite von Enrique de Satrústegui an, mit dem er in der zweiten Runde gegen die späteren Bronzemedaillengewinner aus Frankreich Pierre Albarran und Max Décugis ausschied. Einziges weiteres überliefertes Turnierresultat von Fernández de Liencres ist der Finaleinzug bei den spanischen Meisterschaften 1920. Dort verlor er gegen Manuel Alonso glatt in drei Sätzen.